# غرفة عمليات وحرض المؤمنين
غرفة عمليات وحرض المؤمنين كانت تحالفًا من الجماعات المتمردة الجهادية السلفية في شمال غرب سوريا أثناء الحرب الأهلية السورية.

## نبذة
ضم التحالف تنظيم حراس الدين و‌جبهة أنصار الدين و‌أنصار الإسلام. رفضت كافة التنظيمات في الغرفة اتفاق سوتشي. انشقت جماعة أنصار التوحيد عن الغرفة في 3 مايو 2020.

## تاريخ
في 24 تشرين الأول/أكتوبر 2018، قصفت غرفة العمليات عدة مواقع عسكرية سورية في بلدة جورين بمحافظة حماة بمدافع SPG-9 عديمة الارتداد. وفي المقابل قصف الجيش السوري بلدة تسيطر عليها غرفة العمليات على بعد 10 كم شمال جورين.
في 28 أكتوبر/تشرين الأول 2018، نشرت المجموعة مقطع فيديو بالقرب من الزهراء في محافظة حلب لعملية قنص يتم تنفيذها ضد عناصر الميليشيات الموالية للحكومة.
في 27 نوفمبر 2018، أصدرت الغرفة مقطع فيديو يظهر مقاتلين يهاجمون مواقع حكومية ويطلقون النار على رجال الميليشيات الموالية للحكومة في مقارهم ويأخذون أسلحتهم.
في 27 أغسطس 2019، نفذت الغرفة هجومًا مضادًا في جنوب إدلب استهدف مواقع الحكومة السورية بالقرب من بلدة عطشان. وأفاد الجيش السوري أنه صد الهجوم بعد ذلك بوقت قصير. وأفادت قوات المتمردين أنها سيطرت على قرى السلومية وشام الهوى وتل مرق والجدوعية في وقت لاحق من اليوم. وأكد المرصد السوري لحقوق الإنسان أن قوات المعارضة استعادت السيطرة على بلدتي السليمية وأبو عمر، كما أحرزت بعض التقدم على شام الهوى، فيما استمرت الاشتباكات على بقية القرى. وفي وقت لاحق من اليوم نفسه، أفاد المرصد السوري لحقوق الإنسان أن الفصائل المقاتلة انسحبت من المواقع التي سيطرت عليها في وقت سابق في ريف إدلب الجنوبي الشرقي.
في 31 أغسطس 2019، نفذت الولايات المتحدة سلسلة من الغارات الجوية على اجتماع "لغرفة عمليات وحرض المؤمنين" بين كفريا ومعرة مصرين، مما أسفر عن مقتل أكثر من 40 مسلحًا من تنظيم حراس الدين، بما في ذلك العديد من القادة.
وكان تنظيم أنصار التوحيد قد اختلف مع تنظيم حراس الدين وترك غرفة عمليات وحرض المؤمنين في مايو 2020. في 12 يونيو 2020، أعاد أعضاء غرفة العمليات المتبقون تنظيم أنفسهم في غرفة عمليات جديدة تسمى "فاثبتوا"، والتي تضمنت مجموعتين جهاديتين سلفيتين إضافيتين بقيادة قادة سابقين في هيئة تحرير الشام، وهما لواء المقاتلين الأنصار ومجموعة تنسيق الجهاد.